# Girolamo Doria
Girolamo Doria (Genova, 1495 – Genova, 25 marzo 1558) è stato un cardinale italiano della Chiesa cattolica, nominato da papa Clemente VII.

## Biografia
Girolamo Doria, alias Gerolamo d'Oria, nacque a Genova nel 1495 dai marchesi Agostino e Pellegrina, entrambi appartenenti alla famiglia Doria.
Svolse incarichi di ambasceria presso papa Giulio II per conto della Repubblica di Genova.
Si dedicò alla vita ecclesiastica dopo la morte della moglie Luisa Spinola, figlia del doge Battista Spinola, da cui ebbe un figlio maschio e quattro femmine.
Fu nominato cardinale-diacono nel concistoro del gennaio 1529 da papa Clemente VII con la diaconia pro illa vice di San Tommaso in Parione dal 15 novembre 1529. Nel 1530 assistette all'incoronazione di Carlo V a Bologna al seguito di papa Clemente VII. Fu amministratore apostolico di Elne, Huesca, Noli, della diocesi di Nebbio e dell'arcidiocesi di Tarragona.
Partecipò a quattro conclavi:
- conclave del 1534 che elesse Paolo III;
- conclave del 1549-1550 che elesse Giulio III;
- conclave dell'aprile 1555 che elesse Marcello II;
- conclave del maggio 1555 che elesse Paolo IV.

Morì il 25 marzo 1558 a Genova, dove fu sepolto nella tomba di famiglia nella chiesa di Santa Maria della Cella, a Sampierdarena.
Elogi in suo onore furono scritti da Paolo Foglietta e Jacopo Bonfadio.
Nella Galleria Doria Pamphilj si conserva un suo ritratto opera di Lucia Torelli.